# کریستینا بادت
کریستینا بادت لوسنا (متولد ۸ ژوئیه ۱۹۹۱) یک بازیکن فوتبال اسپانیایی اهل کاتالونیا، اسپانیا است که در پست هافبک برای تیم باشگاه فوتبال زنان اسپانیول در لیگا اف و تیم ملی فوتبال زنان کاتالونیا بازی می‌کند.
بادت سابقه بازی برای تیم ملی فوتبال زنان اسپانیا ندارد.
او سابقه بازی در تیم‌های باشگاه فوتبال زنان سن گابریل، باشگاه فوتبال زنان بارسلونا و باشگاه فوتبال زنان لوانته لاس پلاناس را دارد.

## اوایل زندگی و زندگی شخصی
کریستینا بادت لوسنا در ۸ ژوئیه ۱۹۹۱ در سانتا کولما د گرامنت متولد شد. او از کودکی به فوتبال علاقه داشت و در تیم‌های محلی شروع به بازی کرد. بادت در خانواده‌ای ورزشی بزرگ شد که همیشه از علاقه او به فوتبال حمایت می‌کردند. او دو خواهرزاده/برادرزاده دارد که به گفته خودش، الهام‌بخش او برای ادامه حرفه‌اش هستند.

## دوران باشگاهی

### سنت گابریل (۲۰۰۷–۲۰۱۴)
بادت دوران حرفه‌ای خود را از سن ۱۶ سالگی در تیم سنت گابریل آغاز کرد. او به سرعت به یکی از بازیکنان کلیدی تیم سن گابریل تبدیل شد و مهارت‌های فنی و دید بازی بالایش توجه بسیاری را جلب کرد. اگرچه سنت گابریل در مرحله یک‌چهارم نهایی کوپا دلا رینا (جام حذفی فوتبال زنان اسپانیا) ۲۰۱۱ حذف شد، اما هت‌تریک بادت در مرحله اول و گل او در یک‌چهارم نهایی باعث شد او به عنوان بهترین گلزن مشترک این مسابقات شناخته شود. دوران او در سنت گابریل پایه‌های محکمی برای پیشرفت حرفه‌ای‌اش فراهم کرد.
کریستینا بادت در طی دوران حضور در باشگاه فوتبال زنان سنت گابریل در مسابقات لیگی، ۹۴ بار به میدان رفت و موفق شد ۱۷ بار دروازه رقیبان را باز کند.

### بارسلونا (۲۰۱۴–۲۰۱۶)
در مه ۲۰۱۴، بادت به همراه هم‌تیمی‌اش در باشگاه فوتبال زنان سنت گابریل، ساندرا هرناندز، به تیم قدرتمند باشگاه فوتبال زنان بارسلونا پیوستند. این انتقال نقطه عطفی در کارنامه حرفه‌ای بادت بود. او اولین بازی خود را برای بارسلونا در ۱۷ مه ۲۰۱۴ انجام داد و در دو بازی کوپا دلا رینا ۲۰۱۴ - که آنها قهرمان شدند - به میدان رفت. حضور در بارسلونا به بادت فرصت بازی در سطح بالاتر و کسب تجربیات ارزشمند را داد.
علی‌رغم دو سال حضور در باشگاه فوتبال زنان بارسلونا، بادت تنها در ۲۱ مسابقه لیگ به میدان رفت و ۴ گل نیز به ثمر رساند.

### اسپانیول (۲۰۱۶–۲۰۲۳)
بوده در تابستان ۲۰۱۶ به اسپانیول پیوست، و به عنوان کاپیتان تیم انتخاب شد و به آنها کمک کرد تا شروع قوی‌ای در لیگ داشته باشند. او به سرعت به بازیکنی کلیدی تبدیل شد و قبل از فصل ۲۰۱۸–۲۰۱۷ قرارداد جدیدی با او امضا شد.
در فصل ۲۰۱۸–۲۰۱۷، که اسپانیول یک رده بالاتر از سقوط قرار گرفت، بوده با الیسا دل استال به‌عنوان بهترین گلزن مشترک تیم شناخته شد. در هفته هجدهم لیگ، بوده به عنوان بازیکن هفته لیگ انتخاب شد.
او در دوران تلاش تیم برای صعود به لیگ برتر در تیم باقی ماند و قبل از ترک تیم در ژوئیه ۲۰۲۳ پس از اتمام قراردادش، همچنان کاپیتان بود.

### لوانته لاس پلاناس/بادالونا (۲۰۲۳–۲۰۲۵)
بادت در نوامبر ۲۰۲۴ با ضربه ای دیدنی گل سوم تیم تغییرنام‌یافته لوانته بادالونا را در باخت ۴–۳ مقابل رئال بتیس به ثمر رساند.

### اسپانیول (۲۰۲۵–تاکنون)
در ۳۱ ژانویه ۲۰۲۵، بوده به اسپانیول بازگشت.

## دوران ملی
بادت در آوریل ۲۰۲۴ برای تیم ملی فوتبال زنان کاتالونیا به میدان رفت و در بازی مقابل پاراگوئه گلزنی کرد. این بازی نشان‌دهنده توانایی‌های او در سطح بین‌المللی بود و ثابت کرد که بادت یکی از بازیکنان کلیدی تیم ملی کاتالونیا است. حضور او در تیم ملی افتخار بزرگی برای این بازیکن بااستعداد محسوب می‌شود.